# Gmina Czerwionka-Leszczyny
Die Gmina Czerwionka-Leszczyny ist eine Stadt-und-Land-Gemeinde im Powiat Rybnicki der Woiwodschaft Schlesien in Polen. Sitz ist die gleichnamige Stadt mit etwa 28.000 Einwohnern. Diese entstand 1975 durch Eingemeindung der Stadt Czerwionka (deutsch Czerwionka) in die Nachbarstadt Leszczyny (Leschczin), die 1992 bei der Gemeindegründung in Czerwionka-Leszczyny umbenannt wurde.

## Geographie
Die Gemeinde liegt in Oberschlesien. Sie grenzt an die Städte Rybnik, Knurów, Orzesze und Żory sowie an die Landgemeinden Gierałtowice, Ornontowice und Pilchowice.
Das Gemeindegebiet umfasst eine Fläche von 115,0 km². Die Birawka fließt durch die Gemeinde und ihren Hauptort.

## Geschichte

### Gemeindegeschichte
Zum 1. Januar 1992 wurden die 1977 geschaffene Landgemeinde Leszczyny und die Stadtgemeinde Leszczyny zur Stadt-und-Land-Gemeinde Czerwionka-Leszczyny vereinigt. Sie kam 1999 von der Woiwodschaft Katowice zur Woiwodschaft Schlesien und zum wiedererrichteten Powiat Rybnicki.

### Verwaltungsgeschichte
Das Gemeindegebiet kam 1950 von der ehemaligen Woiwodschaft Schlesien zur Woiwodschaft Katowice. Im Jahr 1975 wurde diese stark verkleinert und der Powiat wurde aufgelöst.
Von 1945 bis 1954 bestanden auf Gemeindegebiet die Gminas (Landgemeinden) Bełk, Czerwionka, Dębieńsko und Leszczyny. Czerwionka und Leszczyny erhielten 1954 jeweils den Status einer Osiedle, die anderen Gemeinden wurden in sechs Gromadas aufgelöst. Die Osiedla Czerwionka und Leszczyny erhielten 1962 die Stadtrechte. Czuchów kam 1972 zur Stadt Czerwionka. Zum 1. Januar 1973 wurde die Gmina Bełk aus vier Gromadas wieder geschaffen, hinzu kam von der Stadt Leszczyny das Dorf Przegędza. Czerwionka wurde 1975 in die Stadt Leszczyny eingemeindet. Dębieńsko wurde 1977 von der Gmina Ornontowice eingemeindet.
Die Gmina Leszczyny, eine Landgemeinde, entstand am 1. Februar 1977 aus der Gmina Bełk. Der Sitz wurde in die Stadt Leszczyny verlegt. Hinzu kam Książenice von der Gmina Ochojec, die in die Kreisstadt Rybnik eingemeindet wurde.

### Partnerschaft
Eine Gemeindepartnerschaft besteht mit Jēkabpils in Lettland.

## Gliederung
Zur Stadt-und-Land-Gemeinde Czerwionka-Leszczyny gehören die namensgebende Stadt und sechs Dörfer mit Schulzenamt (sołectwo):
- Bełk (Belk)
- Książenice (Knizenitz)
- Palowice (Pallowitz)
- Przegędza (Przegendza)
- Stanowice (Stanowitz)
- Szczejkowice (Scheykowitz)

Hinzu kommt der Weiler Jesionka.
Zum Stadtgebiet mit 38,5 km² Fläche gehören die ehemaligen Einzelstädte Czerwionka (Czerwionka) und Leszczyny (Leschczin) sowie die ehemaligen Dörfer Czuchów (Czuchow) und Dębieńsko (Dubensko).

## Persönlichkeiten
- Gerard Bernacki (1942–2018), katholischer Weihbischof in Katowice; geboren in Książenice.